# Hyphydrus maculiceps
Hyphydrus maculiceps är en skalbaggsart som beskrevs av Régimbart 1906. Hyphydrus maculiceps ingår i släktet Hyphydrus och familjen dykare. Inga underarter finns listade i Catalogue of Life.